# أوبل مانتا
أوبل مانتا (بالإنجليزية: Opel Manta)‏ هي سيارة رياضية من صناعة أوبل أنتجت في 1970 وتوقف إنتاجها في 1988.